# Yucilix xia
Yucilix xia är en fjärilsart som beskrevs av Yang 1978. Yucilix xia ingår i släktet Yucilix och familjen sikelvingar. Inga underarter finns listade i Catalogue of Life.